# Béchara Pierre Raï

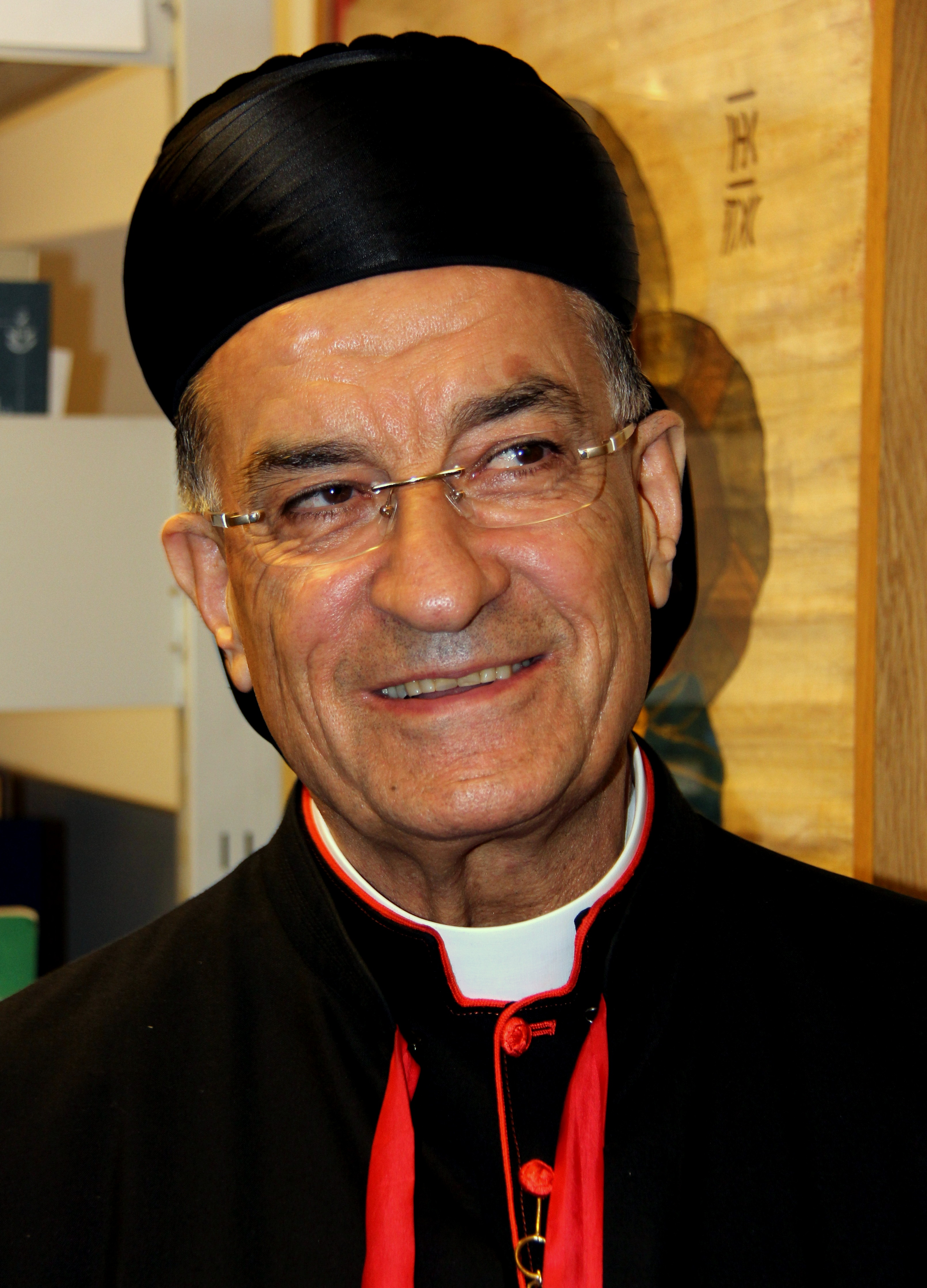
Patriarch Béchara Pierre Kardinal Raï (2013)

Béchara Pierre Kardinal Raï OMM (arabisch مار بشارة بطرس الراعي, DMG Mār Bišāra Buṭrus ar-Rāʿī; * 25. Februar 1940 in Himlaya, Gouvernement Libanonberg, Libanon) ist seit 2011 Maronitischer Patriarch von Antiochien und des ganzen Orients.

## Leben
Béchara Raï trat nach seiner Schulzeit am Kolleg Notre-Dame in Louayzé in den Maroniten-Orden der seligen Jungfrau Maria ein. Er studierte Philosophie und Katholische Theologie an der Päpstlichen Lateranuniversität in Rom.
Raï empfing am 3. September 1967 das Sakrament der Priesterweihe. Er wurde an der Päpstlichen Lateranuniversität im Fach Kirchenrecht promoviert. Zudem erwarb er ein Lizenziat im Fach Katholische Theologie. Béchara Raï war Direktor des Scholastikats des Mariamitischen Maroniten-Ordens der seligen Jungfrau Maria in Rom. Er gründete das Institut für Fremdsprachen in Louayzé. Anschließend war Raï Direktor der Schule Santa Rita in Dbayé und Richter am patriarchalen Kirchengericht.
Am 2. Mai 1986 wurde Béchara Raï zum Titularbischof von Caesarea Philippi ernannt und zum Weihbischof im Maronitischen Patriarchat von Antiochien bestellt. Die Bischofsweihe spendete ihm am 12. Juli 1986 der Maronitische Patriarch von Antiochien und des ganzen Orients, Nasrallah Boutros Sfeir; Mitkonsekratoren waren die Weihbischöfe im Maronitischen Patriarchat von Antiochien, Roland Aboujaoudé und Georges Abi-Saber OLM, sowie der Bischof der Eparchie Jounieh, Chucrallah Harb, der Erzbischof der Erzeparchie Zypern, Joseph Mohsen Béchara, der Erzbischof der Erzeparchie Beirut, Khalil Abi-Nader, der emeritierte Erzbischof der Erzeparchie Beirut, Ignace Ziadé, der Erzbischof der Erzeparchie Tripoli, Antoine Joubeir, der emeritierte Erzbischof der Erzeparchie Zypern, Elie Farah, der Bischof der Eparchie Kairo, Joseph Merhi CML, und der Bischof der Eparchie Sidon, Ibrahim Hélou. Am 9. Juni 1990 wurde Béchara Raï zum Bischof der Eparchie Jbeil ernannt.
Am 15. März 2011 wurde Béchara Raï von der Synode der Maroniten in Bkerke zum Maronitischen Patriarchen von Antiochien und des ganzen Orients gewählt und nahm, wie bei maronitischen Patriarchen üblich, zusätzlich den Namen Pierre (Petrus) in seinen Namen auf. Zudem wurde er Bischof der Eparchie Joubbé, Sarba und Jounieh. Die Amtseinführung fand am 25. März 2011 statt. Am selben Tag gewährte ihm Papst Benedikt XVI., wie im CCEO vorgesehen, in einem persönlichen Schreiben die kirchliche Gemeinschaft (communio). Er ist Präsident der Versammlung der katholischen Patriarchen und Bischöfe im Libanon (APECL).
Im Konsistorium vom 24. November 2012 nahm ihn Benedikt XVI. als Kardinalbischof in das Kardinalskollegium auf. Kardinal Raï nahm am Konklave 2013 teil, das Papst Franziskus wählte.
Patriarch Rai rief im September 2024 die Weltgemeinschaft auf, den „Kreislauf des Kriegs, der Tötungen und der Zerstörung“ in Libanon zu stoppen: „Der Tod von Hassan Nasrallah hat eine Wunde im Herz der Libanesen geöffnet“, sagte er in seiner Sonntagspredigt, nachdem der Generalsekretär der Partei Hisbollah von Israel durch mehr als 80 Tonnen Bomben im Hauptquartier in Beirut getötet worden war. Die Weltgemeinschaft müsse ernsthaft daran arbeiten, dass in Libanon ein „gerechter Friede“ entstehe mit Rechten für alle Menschen in der Region.

## Mitgliedschaften in der Kurie
- Kongregation für das Katholische Bildungswesen (2013)[5]
- Dikasterium für die Kommunikation (2016)[6]